# Достык (Толебийский район)
Достык (каз. Достық, до 199? г. — Александровка) — село в Толебийском районе Туркестанской области Казахстана. Административный центр Киелитасского сельского округа. Находится примерно в 3 км к юго-западу от центра города Ленгер. Код КАТО — 515848100.

## Население
В 1999 году население села составляло 1830 человек (923 мужчины и 907 женщин). По данным переписи 2009 года, в селе проживало 1850 человек (923 мужчины и 927 женщин).